# Staf Scheirlinckx
Staf Scheirlinckx (Zottegem, Flandes Oriental, 12 de març de 1979) és un ciclista belga, professional des del 2000 al 2013.
Especialista en les proves amb pavé, acabà 10è a la París-Roubaix 2006, 16è el 2007 i 8è al Tour de Flandes 2011. Son germà Bert també és ciclista professional.

## Palmarès
- 1997
  - 1r a la Volta a la Baixa Saxònia júnior
- 2001
  - Vencedor d'una etapa del Tour de la Somme

### Resultats al Tour de França
- 2007. Abandona junt amb tot l'equip Cofidis
- 2009. 123è de la classificació general

### Resultats al Giro d'Itàlia
- 2006. Abandona (14a etapa)

### Resultats a la Volta a Espanya
- 2005. 84è de la classificació general
- 2006. 86è de la classificació general
- 2008. No surt (1a etapa)